# جيروم ديفيس (لاعب كرة قدم أمريكية)
جيروم ديفيس (بالإنجليزية: Jerome Davis)‏ هو لاعب كرة قدم أمريكية أمريكي، ولد في 27 فبراير 1962 في سينسيناتي في الولايات المتحدة.

## وصلات خارجية
- جيروم ديفيس على موقع مرجع كرة القدم المحترفة.كوم (الإنجليزية)
- جيروم ديفيس على موقع JustSportsStats.com (الإنجليزية)